# Torreon (Novo México)
Torreon é uma Região censo-designada localizada no estado americano de Novo México, no Condado de Sandoval.

## Demografia
Segundo o censo americano de 2000, a sua população era de 297 habitantes.

## Geografia
De acordo com o United States Census Bureau tem uma área de
37,8 km², dos quais 37,8 km² cobertos por terra e 0,0 km² cobertos por água.

## Localidades na vizinhança
O diagrama seguinte representa as localidades num raio de 48 km ao redor de Torreon.